# 드라큐라 애마
"드라큐라 애마"는 한국에서 제작된 석도원 감독의 1994년 드라마, 에로 영화이다. 오노아 등이 주연으로 출연하였고 정경희 등이 제작에 참여하였다.

## 출연

### 주연
- 오노아
- 고형준
- 원석
- 정애진

## 기타
- 조명: 정덕후